# Challenger de Alicante 2021
El torneo JC Ferrero Challenger Open 2021 fue un torneo de tenis perteneciente al ATP Challenger Tour 2021 en la categoría Challenger 80. Se trató de la 4.ª edición, el torneo tuvo lugar en Alicante (España), desde el 11 hasta el 17 de octubre de 2021 sobre pista dura.

## Jugadores participantes del cuadro de individuales
| Favorito | País                  | Jugador                | Rank1 | Posición en el torneo |
| -------- | --------------------- | ---------------------- | ----- | --------------------- |
| 1        | Bandera de España     | Feliciano López        | 108   | Segunda ronda         |
| 2        | Bandera de España     | Fernando Verdasco      | 137   | Segunda ronda         |
| 3        | Bandera de Alemania   | Oscar Otte             | 138   | Semifinales           |
| 4        | Bandera de Brasil     | Quentin Halys          | 158   | Primera ronda         |
| 5        | Bandera de Kazajistán | Dmitry Popko           | 165   | Primera ronda         |
| 6        | Bandera de Polonia    | Kacper Żuk             | 172   | Segunda ronda         |
| 7        | Bandera de España     | Mario Vilella Martínez | 173   | Segunda ronda         |
| 8        | Bandera de Portugal   | João Sousa             | 182   | Semifinales           |

- 1 Se ha tomado en cuenta el ranking del 4 de octubre de 2021.

### Otros participantes
Los siguientes jugadores recibieron una invitación (wild card), por lo tanto ingresan directamente al cuadro principal (WC):
- Nicolás Álvarez Varona
- Feliciano López
- Emilio Nava

Los siguientes jugadores ingresan al cuadro principal tras disputar el cuadro clasificatorio (Q):
- Sriram Balaji
- Georgii Kravchenko
- Santiago Rodríguez Taverna
- Denis Yevseyev

## Campeones

### Individual Masculino
- Constant Lestienne derrotó en la final a  Hugo Grenier, 6–4, 6–3

### Dobles Masculino
- Denys Molchanov /  David Vega Hernández derrotaron en la final a  Romain Arneodo /  Matt Reid, 6–4, 6–2